# رینگولد (لوئیزیانا)
رینگولد (به انگلیسی: Ringgold) شهری در ایالت لوئیزیانا کشور ایالات متحده آمریکا است که جمعیت آن در سرشماری سال ۲۰۱۰ میلادی، ۱٬۴۹۵ نفر بوده‌است.